# Agraulis insularis
Agraulis insularis är en fjärilsart som beskrevs av Maynard 1889. Agraulis insularis ingår i släktet Agraulis och familjen praktfjärilar. Inga underarter finns listade i Catalogue of Life.